# Adrianelly Hernández Vega
Adrianelly Hernández Vega es una periodista, investigadora y docente mexicana.
Su trabajo se centra en temas de género, feminismo y deporte, en donde aborda la violencia en el ámbito deportivo, especialmente en el futbol femenil.

## Trayectoria
Adrianelly Hernández Vega ha dedicado su carrera a la investigación y la divulgación en áreas relacionadas con los derechos de las mujeres y la igualdad de género. Su formación en la Facultad de Ciencias Políticas y Sociales de la UNAM le ha proporcionado una base sólida para analizar y comprender las complejidades sociales y políticas que rodean la discriminación de género en diversos contextos, incluido el deportivo.
A lo largo de su carrera, Hernández Vega ha destacado por su denuncia de la inequidad y la violencia contra las mujeres en el ámbito deportivo, particularmente en el fútbol femenil. 
A través de sus investigaciones y reportajes, ha visibilizado casos de acoso, discriminación y falta de atención hacia las jugadoras y profesionales del deporte.
Además de su labor periodística, Hernández Vega también se desempeña como docente, compartiendo su conocimiento y experiencia con estudiantes interesados en el periodismo de género y los estudios feministas.